# 季亞奇基夫卡
49°27′50″N 35°42′3″E / 49.46389°N 35.70083°E
迪亞奇基夫卡（烏克蘭語：Дячківка）是位於烏克蘭東部的村莊，由哈爾科夫州别列斯京区的舊維里夫卡市鎮負責管轄。該村面積0.95平方公里，海拔高度104米，2001年人口215，人口密度每平方公里227.4人。